# Luciano Albertini (pittore)

Luciano Albertini sul terrazzo nell'abitazione in via Sottoriva (VR)

(Mario Donadoni, foto con dedica a Luciano Albertini, 1973)
Luciano Lucillo Albertini (Verona, 13 dicembre 1910 – Verona, 1º febbraio 1985) è stato un pittore italiano.

## Biografia
Proveniva da una famiglia benestante del paese di Cadidavid (ora comune di Verona) e il padre, Cesare Albertini, era un possidente terriero che fu delegato del podestà di Verona per due mandati dal 1927 al 1929 e dal 1940 al 1946.
Già da giovane Luciano dimostrò un grande interesse per la pittura e grazie alla disponibilità dei genitori il suo talento poté sfogarsi nel periodo in cui egli studiò nel collegio di Desenzano del Garda.
A 18 anni venne chiamato ad adempiere al servizio militare obbligatorio della leva fascista e nello stesso periodo era iscritto all'Accademia di belle arti "G. B. Cignaroli" di Verona dove studiava sotto la guida di Guido Trentini e Antonio Nardi (pittore). Dal 1930 al 1940 frequentò lo studio romano di Giacomo Balla, il quale diventò non solo il suo maestro ma anche amico personale. Balla, infatti propose a Luciano di sposare una delle sue figlie. L'influenza del pensiero di Giacomo Balla fu molto importante per il giovane Albertini, poiché il maestro gli consigliò di ricercare uno stile di pittura molto più rapido per l'impressione del proprio pensiero pittorico. Successivamente alla sua prima esposizione del 1931, Luciano Albertini iniziò a viaggiare ed esporre per tutta Europa nelle principali capitali come Berlino, Vienna, Parigi, Madrid ed Amsterdam.
Nel 1949 conobbe il regista cinematografico Pietro Germi e gli attori Vittorio Gassman, Walter Chiari e soprattutto Ugo Tognazzi, il quale dipinse nella casa di Albertini a Cadidavid un dipinto ad olio che tuttora viene gelosamente conservato dalla famiglia. Luciano ebbe anche modo di avere un piccolo ruolo in un film del Germi.
Negli anni cinquanta per quattro-cinque anni fu iscritto nei corsi estivi tenuti alla Sommerakademie di Salisburgo dal pittore austriaco Oskar Kokoschka. Quest'ultimo contribuì al completo distacco dallo stile accademico mantenendo invariato l'uso del cavalletto per la pittura "en plein air".
Nel 1950 a causa di alcune ferite dovute ad un incidente stradale, che costrinsero il maestro ad interrompere momentaneamente il lavoro all'aria aperta ed a lavorare nel suo studio in via Sottoriva a Verona o nella casa di famiglia a Cadidavid, Luciano iniziò ad assumere e a ritrarre delle modelle.
L'ultimo periodo che va dagli anni sessanta al 1981, fu un periodo di continua evoluzione stilistica per il pittore. Luciano Albertini divenne un punto di riferimento per i pittori locali e le numerose esposizioni lo portarono a produrre una vasta quantità di dipinti, che nei suoi ultimi anni di vita divennero simili ad una "produzione in serie".
In seguito di una caduta nell'intento di raccogliere dei fiori da utilizzare per un nuovo dipinto, la salute di Luciano Albertini iniziò inesorabilmente ad aggravarsi. Morì il 1º febbraio 1985 dopo una lunga degenza ospedaliera a Verona.

## Stile pittorico
La pittura di Luciano Albertini spazia dalla ritrattistica, al paesaggio e alla natura morta. Le tecniche usate vanno dall'uso dei colori ad olio, acquerelli, tempere, chine alla tecnica mista mentre come supporto il pittore usò la tela, cartoncini, della semplice carta e soprattutto faesite per la pittura ad olio.
È difficile poter identificare lo stile pittorico usato da Luciano Albertini in una corrente o movimento del Novecento. Egli era sempre stato interessato alla ricerca di nuove tecniche per poter rappresentare la propria estetica pittorica.
Del primo periodo si può notare un certo avvicinamento alla pittura veronese di Trentini e di Angelo Dall'Oca Bianca, soprattutto nella pittura paesaggistica e nella ritrattistica. Di quest'ultima tipologia sono da considerarsi i ritratti di famiglia e i ritratti delle persone che circondarono la sua vita privata, ad esempio il ritratto de "L'amico Gottardi", del "Poeta e amico norvegese" (Roma, 1932) o gli autoritratti come "Autoritratto con il fedele Asso" dello stesso anno. 
Ciò che si può notare già da questo periodo è l'inizio della sua ricerca personale di esprimere il movimento, attraverso pennellate non definite e fondali che spesso si avvicinano al fantastico.
A differenza da quanto viene comunemente detto, Luciano Albertini non fu mai allievo di Angelo Dall'Oca Bianca, ma sicuramente è da considerarsi l'erede della sua pittura, per il trattamento della scelta dei soggetti paesaggistici e l'uso del cavalletto.
La ricerca di movimento si sviluppa nei dipinti che vanno dopo la frequentazione di Giacomo Balla e Oskar Kokoshka, con i quali approfondì un nuovo linguaggio pittorico basato sulla rielaborazione interna delle immagini attraverso l'evoluzione delle pennellate sempre meno precise ma gonfie, dense e molto più rapide, le quali danno la possibilità al fruitore di identificare nel dipinto, quei particolari del soggetto non specificatamente voluti.
Dell'innumerevole catalogo delle opere di Luciano Albertini sono gli acquerelli e le "cartoline", le quali hanno varia tipologia di soggetto: fiori, scorci, incontri dette anche amicizie, gli incontri al caffè Dante (nei quali viene ritratto il pittore e amico Moreno Zoppi), rari gli autoritratti.
La qualità delle "cartoline" è molto elevata nel periodo di prima produzione (anni cinquanta e sessanta) per poi indebolirsi negli ultimi anni dove riutilizza lo stesso schema per puro scopo commerciale.

## Monografie
- Jouvet J.P., Luciano Albertini, Verona, Edizioni d'arte Ghelfi Verona, s.d.
- Bertoldi S., Luciano Albertini pittore, Verona, Edizione d'arte Ghelfi, 1973.
- Tessari U.G., Luciano Albertini pittore, Verona, Galleria d'arte mercato, 1992.
- Comisso G., Luciano Albertini, i fiori, Verona, Galleria Ghelfi, 1966.